# Pallapatti (Karur)
Pallapatti è una suddivisione dell'India, classificata come town panchayat, di 19.044 abitanti, situata nel distretto di Karur, nello stato federato del Tamil Nadu. In base al numero di abitanti la città rientra nella classe IV (da 10.000 a 19.999 persone).

## Geografia fisica
La città è situata a 10° 43' 52 N e 77° 54' 35 E.

## Società

### Evoluzione demografica
Al censimento del 2001 la popolazione di Pallapatti assommava a 19.044 persone, delle quali 8.027 maschi e 11.017 femmine. I bambini di età inferiore o uguale ai sei anni assommavano a 2.497, dei quali 1.296 maschi e 1.201 femmine. Infine, coloro che erano in grado di saper almeno leggere e scrivere erano 14.628, dei quali 6.454 maschi e 8.174 femmine.